# AV Vindelicia Innsbruck
Die AV Vindelicia Innsbruck (Abkürzung: Vi) ist eine katholische, farbentragende, nicht-schlagende Studentenverbindung im Österreichischen Cartellverband (ÖCV). Sie wurde 1901 in Hall in Tirol gegründet.

## Geschichte

### Die ersten Haller Jahre
Am 16. Oktober 1901 gründeten die drei Studenten Josef Wolf, Jakob Moser und Ferdinand von Trentinaglia in ihrem Wohnort Hall den „Akademischen Verein Vindelicia“. Ihnen schloss sich wenig später Karl Dietl an. Alle der vier Gründungsburschen waren während ihrer Gymnasialzeit bei der katholischen Mittelschulverbindung Sternkorona (gegründet 1888) aktiv gewesen und hatten das Bestreben, einen katholischen couleurstudentischen Verein für Haller Studenten an der Universität Innsbruck zu schaffen. Zu Beginn des 20. Jahrhunderts bestanden einige Absolventen- und Akademikervereine in Hall: Die von deutschfreiheitlichen Korporationen gegründete Tischgesellschaft „Academia“ stand dabei der „Verband ehemaliger Hallerstudenten“ gegenüber, ein Vorgänger des Philisterverbandes der Sternkorona. Seit 1900 bestand die katholische akademische Tischgesellschaft „Halesia“, bei der auch Josef Wolf Mitglied war. Die Bestrebungen, Halesia von einer loseren Form in eine Studentenverbindung umzuwandeln, stieß auf Widerstand, weswegen mit der Gründung der „Vindelicia“ ein neuer Anlauf unternommen wurde.
Noch vor der offiziellen Vereinsgründung veranstalteten die Gründungsburschen unter dem Titel „Die patriotisch gesinnten Hochschüler von Hall“ anlässlich des 71. Geburtstages Kaiser Franz Josefs I. eine Kaiserfeier in Hall. Dabei wurde auch die Stimmung der Haller Bevölkerung gegenüber der bevorstehenden Gründung eines akademischen Vereins ausgelotet. Der Erfolg der Kaiserfeier war für die ersten Jahre Vindelicias großer Bedeutung.
Nach der Gründung wurde Vindelicia von Haller Bürgern wie dem Bürgermeister Theodor von Kathrein und dem Stadtpfarrer Matthäus Knöpfler unterstützt. Nach dem damals gültigen Vereinsgesetz von 1867 erfolgte die Bildung des Vereins mit der schriftlichen Vorlage der Statuten bei der Vereinsbehörde. Bei der Gründung von akademischen Vereinen stellte die Vereinsbehörde bis 1938 stets auch eine Anfrage an das Rektorat der Universität Innsbruck, ob seitens des akademischen Senats Bedenken vom Standpunkt der akademischen Disziplinarvorschriften bestehen. Die akademische Anerkennung wurde zugesichert, jedoch verweigerte die Universität das Tragen von den drei Farben rosa-gold-blau, weswegen ein Kompromiss gefunden wurde: Bis zur Bewilligung bei der k.k. Statthalterei Innsbruck am 19. August 1906 führte Vindelicia ein rosa-gold-rotes Band. Ebenfalls 1906 wurde dem akademischen Verein Vindelicia das Auffahrtsrecht an der Universität Innsbruck gewährt. 1922 wurde dies erweitert. Die Fahne der Verbindung wurde am 30. Oktober 1910 eingeweiht. Sie wurde vom Haller Bildhauer Josef Bachlechner dem Älteren entworfen, der bereits am 7. Juli 1910 Ehrenmitglied der Vindelicia geworden war.

### Vom akademischen Verein zur Verbindung
Durch den Ersten Weltkrieg wurde das Verbindungsleben stark beeinträchtigt. 1919 konnte der aktive Betrieb wieder aufgenommen werden, am 27. Mai 1920 beschloss man die Umwandlung vom akademischen, farbenführenden Verein in eine öffentlich farbentragende Verbindung. Die Namens- und Statutenänderung der „katholisch deutschen Studentenverbindung Vindelicia“ wurden im November des Jahres 1920 mit einem „Stiftungsfest und Publikationsfest“ gefeiert.
Mit der Umwandlung des Vereins in eine Verbindung hoffte Vindelicia auf baldige Aufnahme in den damals noch Österreich und Deutschland umfassenden Cartellverband (CV). Diese scheiterte aber am Widerstand des Innsbrucker Cartellverbandes, der einer vierten CV-Verbindung am Innsbrucker akademischen Boden die Lebensfähigkeit absprach. Hinzu kam insbesondere der Einspruch der AV Raeto-Bavaria wegen der ähnlichen, roten Farbe der Studentenmützen. Nach vier gescheiterten Aufnahmegesuchen, 1921, 1922, 1923 und 1924 verzichtete Vindelicia auf weitere Annäherungsversuche an den CV. Der Wunsch nach einem Zusammenschluss mit anderen gleichgesinnten Korporationen blieb aber bestehen und fand seine Verwirklichung mit dem Eintritt in den 1924 gegründeten Ring Katholischer Deutscher Burschenschaften (RKDB) – einen anderen Dachverband farbentragender, nichtschlagender und katholischer Verbindungen in Deutschland und Österreich – im Jahr 1927. Im Jänner 1927 wandelte sich Vindelicia in eine „katholisch deutsche Burschenschaft“ und beschloss die Übersiedlung nach Innsbruck, die im März desselben Jahres erfolgte.

### Vindelicia im RKDB
Am 10. Juni 1927 wurde Vindelicia vollberechtigte Ringverbindung. Innerhalb des RKDB nahm Vindelicia eine prominente Rolle ein: Sie war die größte katholische Burschenschaft in Österreich, die zweitstärkste innerhalb des Rings und stellte zweimal den Vorort, weshalb die 7. Ringtagung 1931 in Innsbruck abgehalten wurde.
Zu Beginn der 1930er Jahre begannen die Nationalsozialisten die Hochschulen zu erobern und übernahmen bald auch die Führung der Deutschen Studentenschaft (DSt). Auch studentische Korporationen und Verbände gerieten in Deutschland und Österreich zusehends unter nationalsozialistischen Einfluss, vor allem bei den schlagenden Burschenschaften, während die katholischen Korporationen, namentlich der CV, zum Nationalsozialismus weiterhin Distanz bewahrte. In der Vindelicia bestand auch eine grundsätzlich ablehnende Haltung dem Nationalsozialismus gegenüber, daher wurden am 29. Mai 1933 elf nationalsozialistische Mitglieder ausgeschlossen, welche im selben Jahr die Katholische Deutsche Burschenschaft Lützow Innsbruck gründeten. Die KDB Lützow wurde aufgrund ihrer engen Verbindungen zur NSDAP und ihrer nationalsozialistischen Umtriebe bereits im Januar 1934 von Staats wegen aufgelöst. Als Vindelicia auf dem 8. Ringtag 1933 den Ausschluss der Grazer Ringburschenschaften aus dem RKDB aufgrund deren positiver Einstellung zum NS-Gedankengut forderte, kam es zum Zerwürfnis mit dem Verband. Nachdem die Verbindung die vom Verband geforderte Zusammenarbeit mit der auch mittlerweile in Innsbruck NS-dominierten Deutschen Studentenschaft abgelehnt hatte, wurde Vindelicia am 14. Juli 1933 aus dem RKDB ausgeschlossen.

### Vindelicia im ÖCV
Auch im Cartellverband kam es über die Positionierung zum Nationalsozialismus und infolge der erfolgenden Gleichschaltung zum Zerwürfnis. Die österreichischen Verbindungen traten aus und gründeten am 10. Juli 1933 den eigenständigen Österreichischen Cartellverband. Die politische Lage sprach für ein Zusammenrücken der patriotisch-österreichischen Verbindungen und ließ frühere Rivalitäten in den Hintergrund treten. Am 9. Dezember 1933 wurde Vindelicia als 27. – und erste neue seit der Abspaltung – ÖCV-Verbindung aufgenommen; nach der Probezeit wurde sie im März 1935 vollberechtigte Verbindung.
Nach dem Rücktritt von Bundeskanzler Kurt Schuschnigg am 11. März 1938 wurden bereits am selben Abend die Häuser der beiden ältesten und größten Innsbrucker CV-Verbindungen, AV Austria und KÖHV Leopoldina, von der SA besetzt. In der Nacht des Anschlusses verbrannten die Vindeliker einen Großteil ihres Schriftmaterials auf der Bude in der Anichstraße und versteckten Verbindungsmaterial und -unterlagen wie Mitgliederverzeichnisse und Protokolle bei Bundesbrüdern. Am 13. März 1938 erfolgte das vorläufige Verbot der Verbindung, das Vermögen wurde durch die NSDAP beschlagnahmt und die Bude durch die NS-Frauenschaft besetzt. Die formelle Auflösung der katholischen Studentenverbindungen und ihrer Verbände folgte im Juni 1938 durch die Kundmachung der GeStaPo. Vindelicia wurde am 20. Oktober 1938 endgültig aus dem Vereinsregister gelöscht.
Unter den Vindelikern, von denen manche unter der braunen Gewaltherrschaft Diskriminierung und Verfolgung ausgesetzt waren, erbrachte das Verbindungsmitglied Walter Krajnc v/o Fulk das schwerste Opfer. Nachdem er sich als Angehöriger der Wehrmacht in Frankreich geweigert hatte, an Geiselerschießungen teilzunehmen, kamen auch seine Kontakte zur französischen Résistance auf. Daraufhin wurde er vom Kriegsgericht zum Tode verurteilt und am 29. Juli 1944 durch Erschießen hingerichtet.

### Nach 1945
Während der nationalsozialistischen Herrschaft riss trotz zwangsweiser Auflösung der Vindelicia der Kontakt unter den Bundesbrüdern nicht ab. Am 22. September 1945 erfolgte die offizielle Wiederaufnahme der Verbindungstätigkeiten, mit Bescheid vom 15. Oktober 1946 erfolgte hierzu die offizielle Bewilligung. Vorerst verwendete Vindelicia die Bezeichnung „katholisch österreichische Hochschulverbindung Vindelicia“, später erfolgte die Umbenennung in die heutige Form, die „Akademische Verbindung“.
Unmittelbar nach dem Krieg trug Vindelicias Patronatsverbindung, die AKV Kyburger Zürich, mittels Geschenken, Lebensmittelsendungen, Ferienaufenthalten und Spenden stark zum inneren Aufbau der Verbindung bei. 1993 erfolgte der Bändertausch.
Im Jahr 1948 erstellten zwei Burschen das heute auf Festkommersen gesungene Bundeslied Vindelicias, eine Hymne auf die Heimatstadt Hall mit dem Titel Fest die Mauern, stolz die Türme. Der Text stammt von Wolfgang Rusch, die Melodie von seinem Leibfuchs Ivo Fischer.
Seit Vindelicias 50. Stiftungsfest besteht auch enger Kontakt zur älteren und größeren bundesdeutschen Namensschwester, der KDStV Vindelicia zu München im CV, zu der seit 1969 ein Freundschaftsverhältnis besteht.
1955 bezog die akademische Verbindung Vindelicia ihr heutiges Vereinsheim im Innrain 35.

### Fusion mit Vindemia Feldkirch
In Feldkirch gründete 1976 der Vindeliker Ivo Fischer, damals Vorsitzender des Altherrenlandesbundes Vorarlberg, die Katholische Österreichische Akademische Verbindung Vindemia Feldkirch. Die Verbindung für Studenten der Pädagogischen Akademie (heute Pädagogische Hochschule Vorarlberg) wurde 1977 ebenfalls Mitglied im ÖCV. Sie verfügte über einen eigenen Damenzirkel, nahm aber Frauen, die etwa zwei Drittel der Studierenden an der „Pädak“ ausmachten, nicht als Vollmitglieder auf. 1981 fusionierte Vindelicia mit der Vindemia nach deren Sistierung.

### Vindelicias Damenstatut
Bereits im ersten Couleursemester, im Wintersemester 1901/02, verfügte Vindelicia über einen Damenflor. Dieser wurde am 11. März 1902 durch die Spende eines Pokals durch fünf Hallerinnen gegründet. Mit dem Wachsen der Aktivitas wuchs auch der Damenflor, der aus den Schwestern der aktiven Bundesbrüder, den Töchtern der Alten Herren und den sogenannten Gastdamen bestand. Die Damen nahmen an ausgewählten Veranstaltungen des Vereins teil und organisierten eigene „Revancheveranstaltungen“. Doch auch im alltäglichen Vereinsleben spielten die Couleurdamen eine Rolle: Von einer der „Gründungsdamen“, Maria von Stadl, die 1910 Fahnenpatin wurde, stammt Vindelicias erste Burschenstrophe zu den rosa-gold-roten Farben. Auch während der Mitgliedschaft Vindelicias im RKDB behielt man den Damenflor bei. Seit 1931 verfügen die Couleurdamen über eine eigene Damenstrophe, die vom Tiroler Schriftsteller Anton Müller (Bruder Willram) gedichtet wurde. Diese Strophe wurde mit der Umwandlung des Damenflors 1978 durch eine neue ersetzt.
1978 wurde der bestehende Damenflor im Rahmen des ÖCV-Rechts in ein Damenstatut umgewandelt. Als eine der ersten Verbindungen des ÖCV eröffnete Vindelicia durch diesen Zusatz zur Geschäftsordnung auch katholischen Innsbrucker Studentinnen die Möglichkeit aktiv zu werden. Das Damenstatut kennt als Pendant zum Fuchs die Neodame, zum Burschen die Couleurdame und zum Alten Herren die Ehrendame. Damen tragen die Vereinsfarben in der Form eines Weinbandes. Aufgrund der Einrichtung des Damenstatuts, welches Damen nicht zu Vollmitgliedern des Vereins macht, ist Vindelicia keine gemischte Verbindung.

## Bekannte Mitglieder
- Josef Bachlechner der Ältere (1871–1923), österreichischer Bildhauer
- Paul Bramböck (1884–1949), Geistlicher und christlich-sozialer Politiker
- Franz Fischer (1887–1943), Bürgermeister von Innsbruck (Ehrenmitglied)
- Ivo Frithjof Fischer (1927–2016), österreichischer Mediziner
- Hans Gamper (1890–1970), Politiker
- Ambros Giner (1887–1965), Abt des Klosters Neustift
- Christian Häckl (* 1964), Meteorologe
- Franz Hetzenauer (1911–2006), Staatsanwalt und Politiker
- Petrus Klotz (1878–1967), Erzabt von Sankt Peter Salzburg und Reiseschriftsteller
- Walter Krajnc (1916–1944), Widerständischer
- Josef Luchner (1877–1931), christlich-sozialer Politiker
- Siegbert Morscher (* 1939), Jurist, Hochschulprofessor und Verfassungsrichter (Ehrenmitglied)
- Oswald Oelz (* 1943), Forscher und Extrembergsteiger
- Fritz Prior (1921–1996), Chemiker und Politiker
- Manfred Karl Schretter (* 1944), Altorientalist
- Franz Strumpf (1876–1935), ehemaliger Landeshauptmann von Tirol